# Inés Arrondo
 Inés Arrondo, * 28. november 1977, Mar del Plata, Argentina.
Inés Arrondo je argentinska hokejistka na travi. Igra na položaju napadalke. Igra tudi za argentinsko izbrano vrsto.

## Uspehi
Osvojila je srebrno odličje na olimpijskih igrah 2000 in bronasto odličje 2004 v Atenah.